# اگه خواستار عشق شدی
«اگه خواستار عشق شدی» (انگلیسی: If It's Lovin' that You Want) ترانه‌ای است که توسط خواننده باربادوسی ریانا برای نخستین آلبوم استودیویی خود با عنوان موسیقی خورشید (۲۰۰۵) ضبط شده‌است. این ترانه در ۱۶ اوت ۲۰۰۵ به‌عنوان دومین و آخرین تک‌آهنگ آلبوم ازطریق دف جم رکوردینگز منتشر شد.